# Pardosa narymica
Pardosa narymica är en spindelart som beskrevs av Savelyeva 1972. Pardosa narymica ingår i släktet Pardosa och familjen vargspindlar.
Artens utbredningsområde är Kazakstan. Inga underarter finns listade i Catalogue of Life.